# Alphaville Graciosa
Alphaville Graciosa refere-se a um bairro brasileiro oficialmente presente na subdivisão atual do Município de Pinhais, Região Metropolitana de Curitiba, Paraná.

## Demografia e história
A estimativa populacional do Alphaville Graciosa é desconhecida, pois a maior parte de formação de moradias do bairro é constituída por condomínios, que impossibilita a contagem. Estes condomínios  estão presentes na região desde 2000 e foi o responsável pela nomeação do bairro, região que era praticamente desconhecida pela população.

## Aspectos Geográficos
Longitudinalmente de leste para oeste, o bairro estende-se desde a Estrada Ecológica de Pinhais e a rua Antonio Micheletti até o Rio Palmital. Latitudinalmente de norte à sul, desde a Estrada da Graciosa até as ruas Pau Marfim e das Paineiras. Com este território, o bairro é um dos maiores do município. Ele limita-se com Colombo e os bairros pinhaienses Alto Tarumã, Jardim Amélia, Jardim Cláudia, Jardim Karla e Parque das Nascentes. Seu relevo é um pouco ondulado e oscila de 870 à 950 metros de altura em relação ao nível do mar.
Basicamente, sua formação de vegetação é formada por araucárias, que são comuns no estado do Paraná. Este gênero de vegetação é encontrado com facilidade à beira da Estrada da Graciosa, que embelezam o cenário pinhaiense. Outro tipo de vegetação encontrado no bairro são os campos naturais, grama baixa que lembram estepes onde também, são desenvolvidas atividades agropecuárias, mas que possuem pouca influência e utilidade no município pinhaiense.
Em seu terreno, dois logradouros destacam-se por sua grande influência e importância no município. A própria Estrada da Graciosa é resonsável por dar acesso à cidades litorâneas paranaenses (Antonina e Morretes) e ao bairro pinhaiense Parque das Nascentes e a Área de Proteção Ambiental do Iraí. Outra rota de grande importância é a Estrada Ecológica de Pinhais, que serve como atalho entre a Rodovia Deputado João Leopoldo Jacomel e a Estrada da Graciosa.